# Creighton Abrams
Creighton Williams Abrams (Springfield, Massachusetts, 15 de septiembre de 1914-Washington D. C., 4 de septiembre de 1974) fue un general del Ejército de los Estados Unidos que comandó las operaciones militares en la guerra de Vietnam de 1968 a 1972.  Luego fue jefe de Estado Mayor del Ejército de los Estados Unidos desde 1972 hasta su muerte en 1974.

## Biografía
Se graduó en la Academia Militar de los Estados Unidos con pocos honores en el año de 1936, , ocupando el puesto 185 de 276 en la clasey participando con distinción en la Segunda Guerra Mundial como comandante del 37.º Batallón de Tanques del III ejército de Patton, con especial distinción en la Batalla de Las Ardenas, siendo quien levantó el asedio de Bastogne, hecho que le valió en 1945 el ascenso al grado de coronel. El General Patton dijo: "Sólo un comandante de tanques es mejor que yo y ese es Creighton Abrams".
Tras la guerra, ingresó en el Colegio de Comando y Estado Mayor del Ejército de los Estados Unidos. Después de prestar servicio durante la guerra de Corea y en Alemania al inicio de la Guerra Fría, fue ascendido a general en 1964 y nombrado Vicejefe de Estado Mayor del Ejército de los Estados Unidos.
Debido a las preocupaciones sobre la conducta de la guerra de Vietnam, fue designado adjunto de su compañero de clase de West Point, el general William Westmoreland , comandante del Comando de Asistencia Militar de Vietnam (MACV), en mayo de 1967. Abrams sucedió a Westmoreland como COMUSMACV el 10 de junio de 1968.
La revista Newsweek , en el momento del nombramiento de Abrams, observó que sus fuentes dentro de la administración de Lyndon Johnson habían hablado extensamente con Abrams en el pasado y habían quedado convencidas de que el general haría pocos cambios. La revista citó a un analista militar no identificado que dijo que "toda esta charla sobre abandonar las operaciones de búsqueda y destrucción en favor de operaciones de limpieza y retención es simplemente un montón de tonterías". Ninguno de los documentos de estrategia elaborados por Abrams al asumir el mando del MACV indicaba la necesidad de algún cambio en la estrategia estadounidense y las fuerzas estadounidenses continuaron con operaciones a gran escala para enfrentarse a las unidades de fuerza principal del Ejército Popular de Vietnam (PAVN), incluida la Batalla de Hamburger Hill en mayo de 1969.
Abrams estuvo a cargo de la incursión en Camboya en 1970. El presidente Nixon parecía tener a Abrams en alta estima y a menudo confiaba en sus consejos. En una conversación grabada entre Nixon y el asesor de seguridad nacional Henry Kissinger el 9 de diciembre de 1970, Nixon le dijo a Kissinger sobre las ideas de Abrams sobre la intervención en Camboya: "Si Abrams lo recomienda firmemente, lo haremos".
En junio de 1972 sería nombrado jefe de Estado Mayor del Ejército de los Estados Unidos, pero no sería hasta octubre de ese mismo año cuando el Senado de los Estados Unidos, lo confirmaría en el cargo, debido a las repercusiones políticas que implicaban acusaciones de bombardeos no autorizados de Vietnam del Norte.
Abrams sirvió como jefe de Estado Mayor hasta su muerte el 4 de septiembre de 1974, en el Centro Médico Walter Reed del Ejército en Washington D. C., debido a complicaciones de una cirugía para extirparle un pulmón canceroso.  Está enterrado con su esposa Julia en el Cementerio Nacional de Arlington.

## Premios y condecoraciones
Sus premios y condecoraciones incluyen:

### Condecoraciones de Estados Unidos
Cruz al Servicio Distinguido con Racimo de Hoja de Roble; Medalla al Servicio Distinguido de Defensa; Medalla al Servicio Distinguido con tres Racimos de Hoja de Roble; Estrella de Plata con un Racimo de Hoja de Roble; Legión al Mérito con un Racimo de Hoja de Roble; Medalla Estrella de Bronce con Distintivo de Valor; Medalla de Encomio al Servicio Conjunto; Medalla del Servicio de Defensa Estadounidense; Medalla de la Campaña Estadounidense; Medalla de Europa, África y Oriente Medio con estrella de plata al servicio; Medalla de la Campaña de Asia-Pacífico; Medalla de la Victoria en la Segunda Guerra Mundial; Medalla del Ejército de Ocupación; Medalla del Servicio de Defensa Nacional con la hoja de roble; Medalla del Servicio en Corea con estrella de bronce al servicio; Medalla del Servicio en Vietnam. con dos estrellas de servicio de plata y cuatro de bronce; Medalla al Servicio de las Naciones Unidas; Mención Presidencial por Unidad; e Insignia de Identificación del Estado Mayor.

### Premios y menciones en el extranjero
Legión de Honor francesa, Caballero; Croix de Guerre francesa con Palma; Orden de Servicios Distinguidos de Gran Bretaña; Orden al Valor en el Servicio, 2.ª Clase (Rusia); Cruz de Guerra de Checoslovaquia; Medalla al Servicio Militar Distinguido de la República de Corea llchi con Estrella de Oro; Orden Coreana al Mérito de la Seguridad Nacional, 2.ª Clase; Nobilísima Orden de la Corona de Tailandia, Primera Clase-Gran Cruz de Caballero; Orden Filipina de Sikatuna, Rango de Lakan; Orden Coreana al Mérito de la Seguridad Nacional, 1.ª Clase; La Excelentísima Orden del Elefante Blanco, 1.ª Clase-Gran Cruz de Caballero (Tailandia); Orden Nacional de Vietnam, 1.ª Clase; Cruz de Galantería con Palma de la República de Vietnam; Orden del Mérito Militar, Taeguk (Corea); Medalla de Honor de las Fuerzas Armadas de Vietnam, 1.ª Clase; Medalla de Honor de las Acciones Civiles de Vietnam, 1.ª Clase; Primera Clase de la Orden del Sol Naciente (Japón); Orden Nacional de la Legión de Honor, grado de Comendador (Francia); Cinta de Liberación de Filipinas; Medalla de Campaña de la República de Vietnam; Fourragere francesa; y Mención Presidencial de Unidad de la República de Corea.
Abrams apareció en la portada de la revista Time tres veces en diez años: 1961 (13 de octubre),  1968 (19 de abril),  y 1971 (15 de febrero).
En honor suyo fue nombrado el tanque M1 Abrams estadounidense.